# La cantonada
La Cantonada fou un grup artístic i intel·lectual català confirmat pel dissenyador i interiorista Jordi Vilanova i Bosch, l'artista visual i vitraller Joan Vila-Grau, el joier Aureli Bisbe, el ceramista Jordi Aguadé i Clos i l'arquitecte Jordi Bonet i Armengol. La il·lustradora i dissenyadora Mariona Lluch va col·laborar-hi puntualment, en obres realitzades pel seu marit, Aureli Bisbe, i esporàdicament amb el ceramista i muralista Jordi Aguadé.
El nom del col·lectiu es deu al lloc on reunien habitualment i on Vilanova tenia la seva botiga de mobles i decoració: la cantonada dels carrers Ganduxer i Freixa, de Barcelona.
El col·lectiu neix el 1960 a Barcelona, al barri de Sarrià-Sant Gervasi, com a grup de reflexió i de treball multidisciplinari que es reuneix periòdicament per compartir idees, experiències innovadores i projectes en els quals els membres col·laborarien junts durant més de tres dècades. L'objectiu dels projectes que crearà el grup és modernitzar les llars i espais aportant disseny còmode i funcional d'alta qualitat per tot tipus de pressupostos, des de residències de famílies amb recursos fins a les anomenades "cases barates" construïdes per a famílies més humils. Destaquen algunes obres col·lectives com ara el temple expiatori de la Sagrada Família, les caves Codorniu, l'església de la Verge de la Pau a Barcelona, entre d'altres. Conjuntament creen Ars Sacra, dedicada a l'obra religiosa, a diferència dels projectes civils que realitzaven.
Pilar Vélez, a La Cantonada. Art civil i art sacre. 1960-1975, (Editat per Pòrtic, Barcelona, 1999), el llibre imprescindible per a entendre la importància del grup La Cantonada, diu (pàgines 14 i 15):
“Compartir idees i projectes era també en la ment d’alguns artistes, professionals i intel·lectuals, per lluitar plegats contra la grisor encara establerta i mirar de fer possible entre tots una sèrie de projectes que en altres països eren comuns i generalitzats –tot i haver estat víctimes de la Segona Guerra Mundial-, mentre aquí constituïen una gran proesa. Calia urgentment normalitzar la situació, normalitzar el país”.
(...)” La forta regressió que va tenir lloc a conseqüència de la guerra –a més de la dura repressió política- es devia, en bona part, al règim autàrquic imposat per la dictadura franquista.” (...)
“Totes les persones amb inquietuds creatives, intel·lectuals i sociopolítiques, en el sentit més autèntic de servei a la polis, mogudes pel desig de millorar (...) ambicionaven aconseguir una millor qualitat de vida per al col·lectiu al qual pertanyien, com també una situació professional equiparable a la dels seus homòlegs dels països europeus més avançats”.